# Ophyiulus germanicus
Ophyiulus germanicus är en mångfotingart som först beskrevs av Karl Wilhelm Verhoeff 1896.  Ophyiulus germanicus ingår i släktet Ophyiulus och familjen kejsardubbelfotingar. Inga underarter finns listade i Catalogue of Life.